# Neoripersia ogasawarensis
Neoripersia ogasawarensis är en insektsart som först beskrevs av Kuwana 1909.  Neoripersia ogasawarensis ingår i släktet Neoripersia och familjen ullsköldlöss. Inga underarter finns listade i Catalogue of Life.